# Hagendenkmal

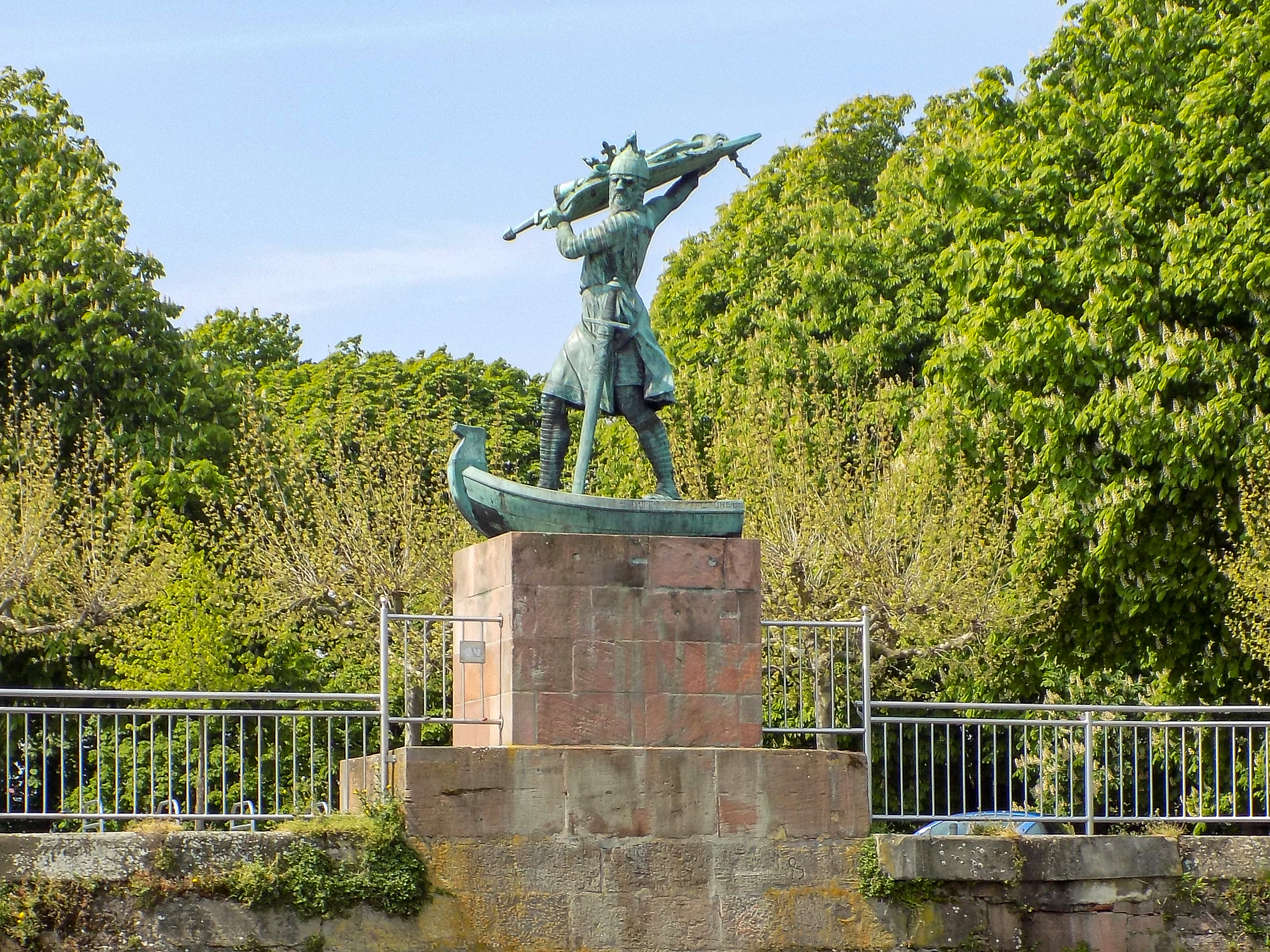
Ansicht von der Rheinseite

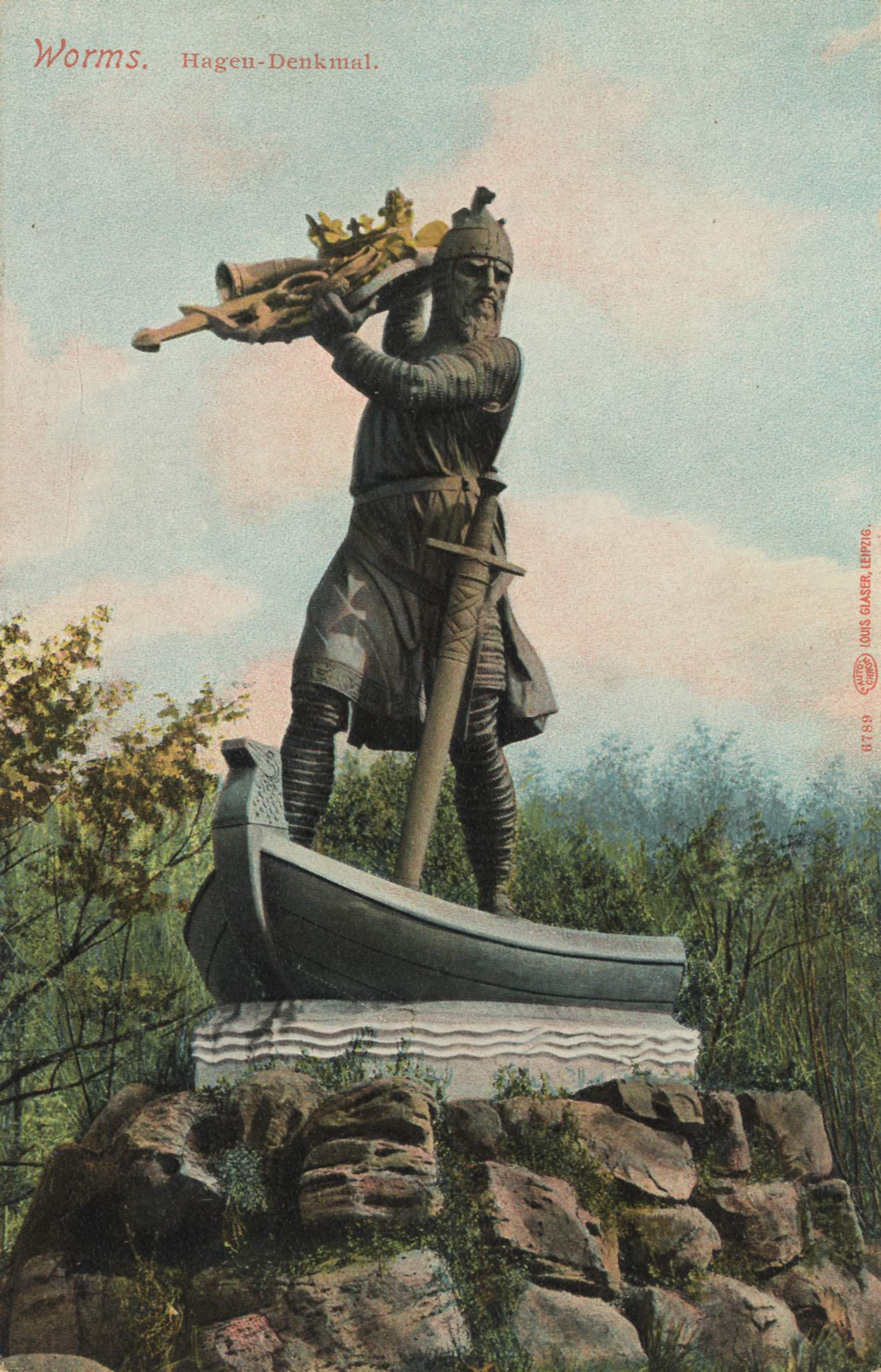
Hagendenkmal am ursprünglichen Standort im Stadtpark

Das Hagendenkmal in Worms erinnert an die Versenkung des Nibelungenschatzes im Rhein durch Hagen von Tronje. Es gilt als wichtigstes „Zeugnis der im frühen 20. Jahrhundert erstarkenden Nibelungenrezeption“ in Worms und steht unter Denkmalschutz.
Die Galvanoplastik aus Bronze wurde von Johannes Hirt entworfen und 1905 im Stadtpark aufgestellt. Sie war eine Stiftung von Cornelius Wilhelm von Heyl zu Herrnsheim für den im Stadtpark geplanten Rosengarten. Das Denkmal befand sich am nördlichen Fuß des später aufgeschütteten „Äschebuckels“ und wurde im Juni 1932 an das Rheinufer auf den Sockel des städtischen Rheinkrans versetzt. 2021 entstand in unmittelbarer Nachbarschaft des Denkmals das Land-Art-Projekt Kriemhilds Rosengarten des Konzeptkünstlers Eichfelder.
Hintergrund des Denkmals ist die Darstellung im Nibelungenlied, dass Kriemhild nach Siegfrieds Tod begonnen hatte, den Nibelungenschatz freigiebig zu verschenken, und damit viele „arme unt rîche“ für sich gewinnen konnte. Deshalb fürchtete Hagen, sie könnte ein Heer hinter sich versammeln, das den Burgundern und damit auch ihm gefährlich werden könnte:
Den armen unt den rîchen   begunde si nu geben
daz dâ reite Hagene,   ob si solde leben
noch deheine wîle,   daz si sô manegen man
in ir dienst gewunne   daz ez in leide müese ergân. (1128 B)
Während einer Abwesenheit des Königs Gunther und seines Gefolges raubte Hagen, der am Hof geblieben war, Kriemhilds Schatz und versenkte ihn im Rhein:
Ê daz der künec rîche   wider wære komen,
die wîle hete Hagene   den schaz vil gar genomen.
er sancte in dâ ze Lôche   allen in den Rîn.
er wande er solde in niezen:   des enkunde niht gesîn. (1137 B)

## Trivia
Ein Miniaturmodell des Denkmals stiftete die Stadt Worms als Ehrenpreis für die erste Wormser Ruder-Regatta am 14. Juni 1914. Den Sieg errang damals der Mannheimer Ruderverein Amicitia von 1876. Das Modell befindet sich nach wie vor im Nebenraum von dessen Vereinsgaststätte.